# Cursa de Sant Antoni
La Cursa de Sant Antoni, actualment coneguda com a Cursa Moritz Sant Antoni, és una prova atlètica popular que se celebra anualment al barri de Sant Antoni de Barcelona d'ençà que l'any 1979 tingués lloc la primera edició.
La Cursa de Sant Antoni, que tradicionalment té lloc durant el mes de gener, sol iniciar el calendari de curses que se celebren a la ciutat de Barcelona amb un circuït de 10 quilòmetres que discorre pels carrers del barri de Sant Antoni d'aquesta ciutat.
Entre els corredors que han corregut la cursa i han pujat al podi es troben atletes com Joan Viudes Sánchez que aconseguí la victòria el 1997 i el 1999, Carme Ballesteros el 2001, i el 2002, Benito Ojeda el 2004 i el 2006, Víctor Gonzalo Guirao el 2005, Roger Roca Dalmau el 2008, Meritxell Calduch el 2008, el 2009 i el 2011, Hasna Bahom el 2014, el 2015 i el 2016, Meritxell Soler el 2019, i Dmitrijs Serjogins el 2020, 2022 i 2023. L'atleta que ha guanyat més edicions ha estat Driss Lakouaja, que ho va fer entre el 2009 i el 2016, durant vuit edicions consecutives. La millor marca en aquesta cursa la té en categoria femenina Meritxell Calduch el 2008 amb un temps de 34:05, i en categoria masculina Dmitrijs Serjogins el 2022 amb un temps de 29:14.